# Oaxaca de Juárez
Oaxaca de Juárez (spanisch [waˈxaka ðe xwaɾes], Zapotekisch Ndua, meist auch nur Oaxaca) ist die Hauptstadt des mexikanischen Bundesstaates Oaxaca und liegt in einem Tal der Sierra Madre del Sur, auf rund 1550 m. Das historische Zentrum der Stadt gehört seit 1987 zum UNESCO-Weltkulturerbe. Im Jahre 2010 zählte die Stadt rund 255.000 Einwohner. Die Stadt ist der Sitz des Erzbistums Antequera und der Gemeinde Oaxaca de Juárez.

## Namensherkunft
Der Name der Stadt Oaxaca ist abgeleitet von dem unter der aztekischen Herrschaft im 15. Jahrhundert gebräuchlichen Huāxyacac aus der Nahuatl-Sprache. Der Name ist aus zwei Gliedern zusammengesetzt: huāxin bedeutet Weißkopfmimose, eine Pflanze, die in der Region sehr verbreitet ist, yacatl bedeutet wörtlich „Nase“, zusammen mit dem Lokativ-Suffix für auf einen Vokal endende Stämme c: „an der Spitze“. Demnach würde der Name „der Ort an der Spitze der Weißkopfmimose“ bedeuten. Eine sprachliche Anpassung der spanischen Eroberer hat dann zum aktuellen „Oaxaca“ geführt. In den indianischen Sprachen sind folgende Namen gebräuchlich: La'A' oder Lula'A in zapoteco, Nunduva oder Ñuhundua in mixtekischer Sprache und weitere.
Der Beiname ist eine Reverenz an den mexikanischen Präsidenten und Nationalhelden Benito Juárez, der indianischer Abstammung war und in der Nähe geboren wurde.

## Geographie

### Geographische Lage und Flächennutzung
Oaxaca de Juárez liegt im Valle Central, einem Haupttal der Sierra Madre del Sur. Dieser Gebirgszug erstreckt sich über 1000 Kilometer südöstlich der Sierra Madre Occidental bis zum Isthmus von Tehuantepec im Osten und besteht aus mehreren Gebirgskomplexen. Die zentrale Hochtalsenke, in der sich Oaxaca de Juárez befindet, wird von einer Reihe von Bergketten umschlossen, deren westlicher Teil als Sierra Mixteca bezeichnet wird. Die höchsten Gipfel der Sierra Madre del Sur erreichen bis zu 3700 Metern. Das Relief ist sehr vielfältig gegliedert, da durch unterschiedliche Gesteinsarten – Kreidekalke und Granite – die Erosion sehr stark ist.

### Klima

Wappen von Antequera von Oaxaca

Oaxaca de Juárez liegt südlich des nördlichen Wendekreises und gehört klimatisch zu den Tropen. Aufgrund seiner Topografie weist der Bundesstaat Oaxaca allerdings große klimatische Unterschiede auf. An der Pazifikküste beträgt die mittlere Jahrestemperatur 27 °C. Mit einer Höhe von ca. 1550 m liegt Oaxaca de Juárez in einer klimatisch gemäßigten Zone, mit einer mittleren Jahrestemperatur von 22 °C. Regen (ca. 675 mm/Jahr) fällt überwiegend im Sommerhalbjahr.
Klimadaten von Oaxaca de Juárez
| Monat               | JAN  | FEB  | MRZ  | APR  | MAI  | JUN  | JUL  | AUG  | SEP  | OKT  | NOV  | DEZ  |
| ------------------- | ---- | ---- | ---- | ---- | ---- | ---- | ---- | ---- | ---- | ---- | ---- | ---- |
| Mittlere Temp. (°C) | 17,1 | 18,9 | 20,7 | 22,4 | 22,6 | 21,8 | 20,0 | 20,6 | 20,5 | 19,5 | 18,4 | 17,4 |
| Maximum (°C)        | 25   | 27   | 29   | 31   | 31   | 28   | 28   | 27   | 27   | 26   | 26   | 25   |
| Minimum (°C)        | 8    | 10   | 12   | 14   | 15   | 16   | 15   | 15   | 14   | 13   | 11   | 9    |
| Niederschlag (mm)   | 3    | 5    | 15   | 38   | 81   | 170  | 89   | 104  | 124  | 51   | 10   | 5    |

## Bevölkerungsentwicklung
| Jahr      | 2000    | 2010    | 2020    |
| Einwohner | 251.846 | 255.532 | 258.913 |

Der leichte Bevölkerungsanstieg ist im Wesentlichen auf die anhaltende Zuwanderung aus den ländlichen Gebieten in der Umgebung zurückzuführen.
Im Jahr 2000 waren 22.388 Einwohner (8,74 % der Bevölkerung) indigener Abstammung. Davon sprachen 10.668 (47,65 %) die zapotekische und 4.141 (18,49 %) die mixtekische Sprache. Daneben werden im Bundesstaat Oaxaca noch weitere fünfzehn indigene Sprachen gesprochen.

## Geschichte

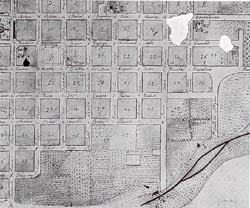
Historischer Plan der Stadt aus dem Jahre 1877

### Vorspanische Zeit
In der Nähe der Stadt wurden zapotekische Siedlungen entdeckt, die mit den Ausgrabungen von Monte Albán, Mitla und Zaachila korrespondieren.
Unter dem aztekischen Herrscher Ahuitzotl war im Jahr 1486 die aztekische Herrschaft in dieser Region etabliert worden; im Bereich der modernen Stadt wurde eine Garnison eingerichtet, die den Namen Huaxaycac trug. Unter der spanischen Schreibung Guaxacac und der autochthonen Hieroglyphe ist der Ort in der aztekischen Tributliste des Codex Mendoza aufgeführt.

### Kolonialzeit
Die ersten Spanier, die noch vor der Eroberung von Tenochtitlan die Region betraten, waren Hernando Pizarro und Diego de Ordás, die von Cortés im Jahr 1520 zu Erkundungen ausgeschickt worden waren. Die endgültige Unterwerfung folgte Ende des Jahres 1521 durch Francisco de Orozco und etwas später durch Pedro de Alvarado. Allerdings war damit noch keine Befriedung verbunden, vielmehr kam es zu mehreren erfolgreichen Angriffen der Mixe und anderer ethnischer Gruppen.
Mit königlicher Anordnung von 1526 begann die Verteilung von Landstücken an Spanier, die sich dort niedergelassen hatten. Auf Befehl von Hernán Cortés wurde die Siedlung aber wieder aufgegeben. Erst 1528, als Cortés nach Spanien reiste, ließ er die Stelle unter dem Namen Antequera (benannt nach der andalusischen Stadt Antequera) wieder besiedeln und es kam zu einer neuerlichen Vergabe von Landstücken. Spanische Siedler, die sich auf den Spuren von Hernán Cortés in dieser Gegend niederließen, baten die spanische Königin, ihnen Besitztitel an diesem Land zu verleihen. Die eigentliche Stadtgründung fand einige Kilometer von der heutigen Stadt entfernt unter dem Namen Anteguera statt. Am 13. Juli 1529 rief Juan Peláez de Berrio die Ansiedlung zur Stadt aus. Die Anlage des Straßennetzes der Innenstadt unternahm im Jahr 1529 Alonso García Bravo, der dies auch schon in der Stadt Mexiko geleistet hatte. Unabhängig davon verlieh der spanische König mit Dekret vom 6. Juli 1529 Cortés den Titel eines Marqués del Valle de Oaxaca mit großen Besitzungen über das ganze Land verstreut, unter denen die namengebende von Oaxaca (kolonial: Guaxaca, unter der administrativen Bezeichnung Las Cuatro Villas) zu den wichtigsten gehörte. Sitz der Verwaltung Cortés’ war die Villa de Guaxaca, auch Villa del Marquesado genannt, die unmittelbar westlich an Antequera (koloniale Schreibweise: Anteguera) anschloss, das von der Verleihung ausgespart worden war, obwohl es von seinen Ländereien beinahe völlig eingeschlossen war. Am 25. April 1532 gewährte die Königin Johanna von Kastilien der spanischen Stadt kommunalen Landbesitz im Radius von 1 Legua (4,1 km), wogegen Cortés vor Gericht gewann. Unter demselben Datum erhob Karl V. die spanische Ansiedlung in den Rang einer Stadt. In den ersten beiden Jahrzehnten hatte die Stadt kaum mehr als 30 Haushalte.
Das Bistum von Antequera wurde im Jahr 1535 eingerichtet. Schon seit dem Jahr 1528 waren dort Dominikaner tätig gewesen und 1560 wurde das erste Krankenhaus, das Hospital de San Cosme y San Damián, gegründet. Im Jahr 1750 wurde Oaxaca in den regelmäßigen Postdienst des Vizekönigreichs Neuspanien aufgenommen.

### Neuzeit
- 1812: Während des Aufstands gegen die spanische Krone erließ der spanische König ein Dekret, mit dem Land an die indianische Bevölkerung Oaxacas zurückgegeben werden sollte.
- 1820: Die Aufständischen unter Vicente Guerrero kontrollierten die Region Mixteca.
- 1865: Während des Zweiten Kaiserreichs (1861–1867) besetzten französische Truppen die Stadt (siehe Maximilian von Mexiko).
- 1866: Die Republikaner schlugen die Franzosen unter der Führung von Porfirio Díaz bei Miahuatlán und eroberten die Stadt zurück.
- 1872: Am 10. Oktober 1872 wurde die Stadt zu Ehren von Benito Juárez, der indianischer Abstammung aus der Umgebung war, in Oaxaca de Juárez umbenannt.[6]
- 1955: Das Instituto de Ciencias y Artes wurde zur Universidad Benito Juárez de Oaxaca.
- 1956: Am 30. Juni entgleisten zwei Personenwagen eines Zuges aus Mexiko-Stadt in der Nähe von Oaxaca und stürzten in eine Schlucht. 30 Menschen starben.[11]
- 1987: Das historische Zentrum von Oaxaca de Juárez wurde in die World Heritage List der UNESCO aufgenommen.
- 2006: Die Stadt wurde von der Asamblea Popular de los Pueblos de Oaxaca besetzt.

### Erdbeben in Oaxaca de Juárez

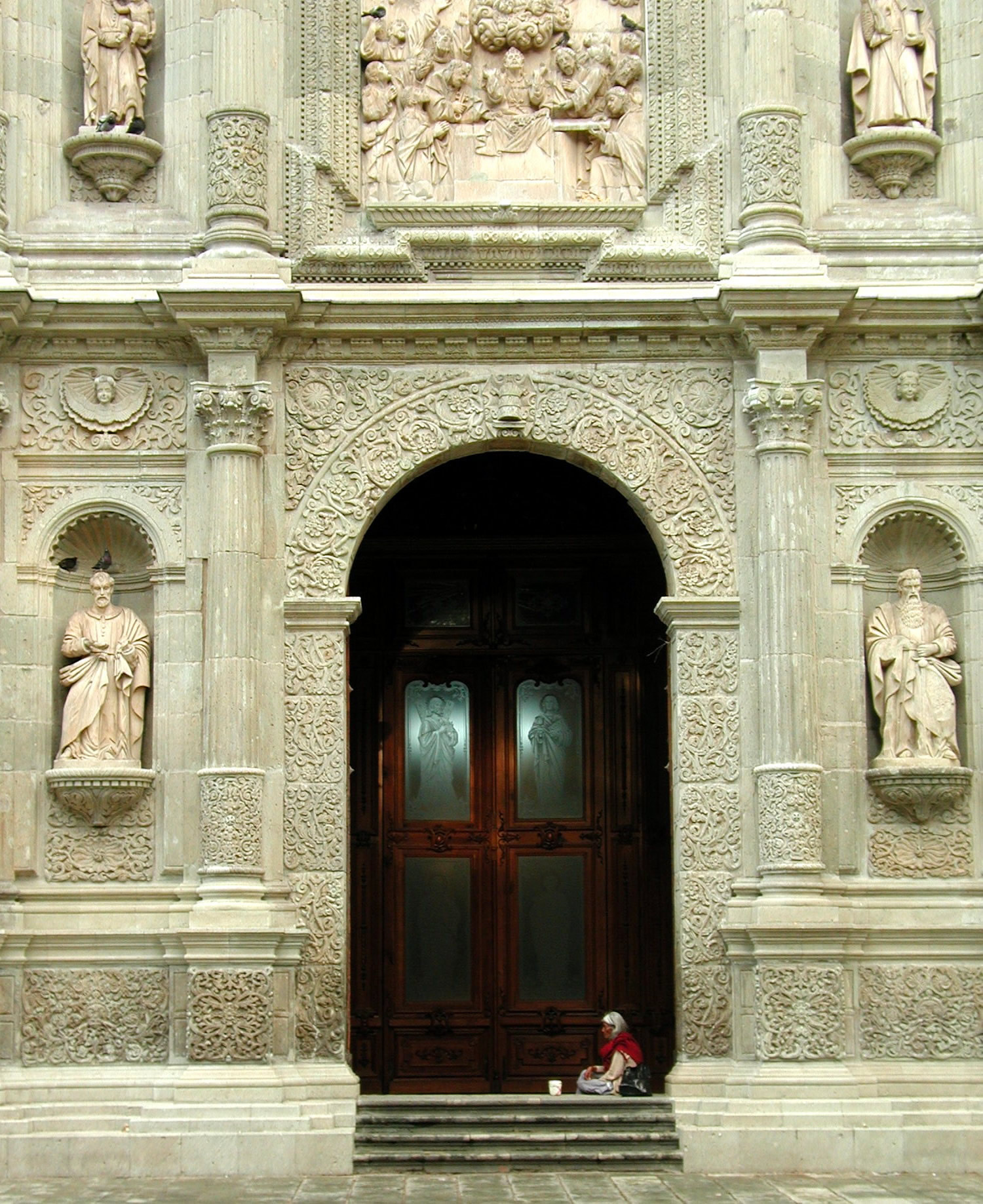
Hauptportal der Kathedrale

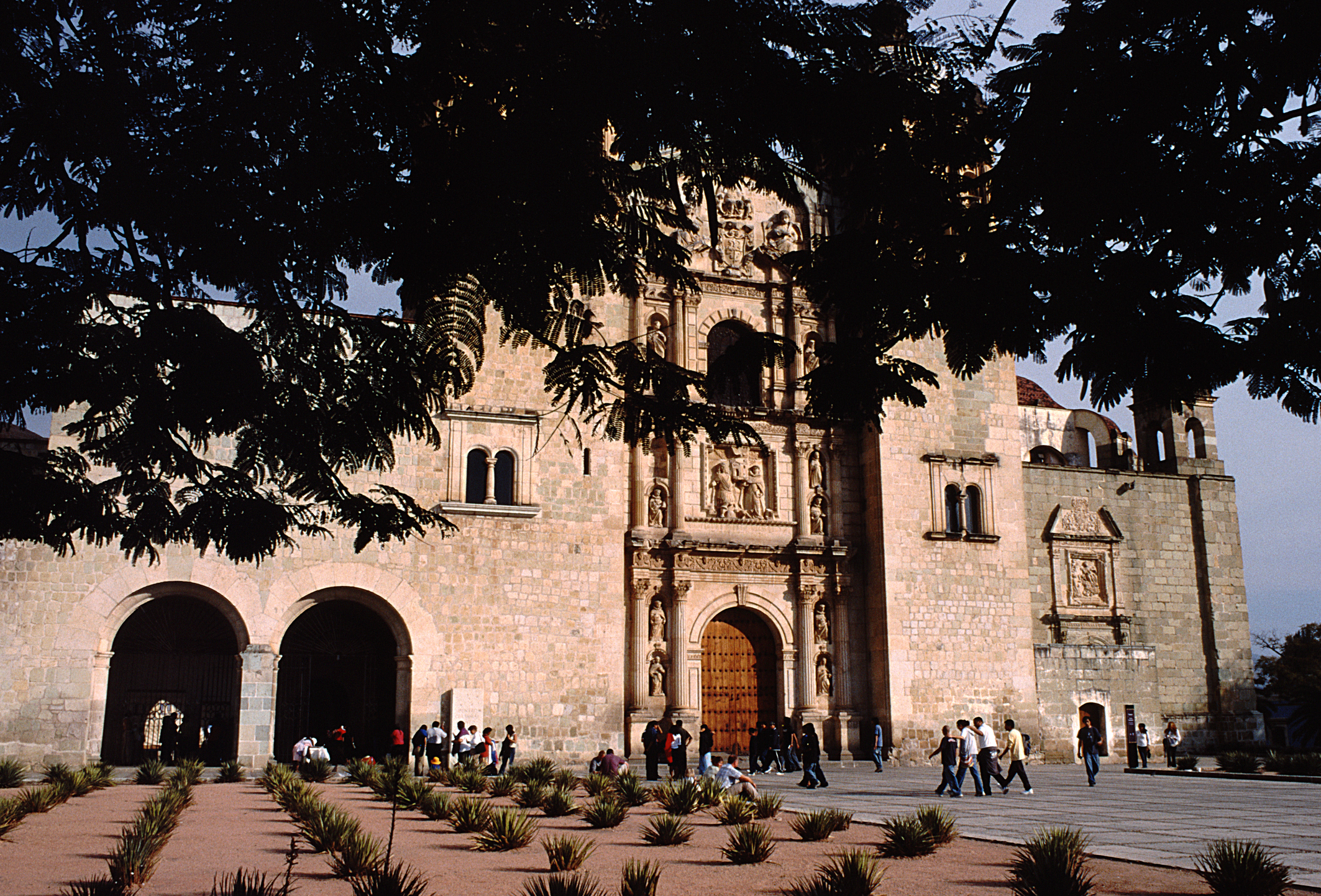
Kirche und Konvent Santo Domingo de Guzmán

In der Geschichte der Stadt haben Erdbeben immer wieder eine destruktive Rolle gespielt. So wurden beispielsweise die Bauarbeiten an der Kathedrale oder am Regierungspalast wiederholt durch Erdbeben zurückgeworfen. In der Literatur wird von Beben berichtet, die in den Jahren 1562, 1801, 1815, 1821, 1825, 1836 und 1837 starke Beschädigungen angerichtet haben. In den historischen Aufzeichnungen (u. a. der Universidad National Autónoma de México und dem Instituto Panamericano de Geografia e Historia) finden sich diese Beben jedoch nicht. Aufgezeichnet sind im Folgenden nur Erdbeben mit einer Magnitude von 7,0 und mehr, mit Auswirkungen auf die Stadt:
| Ort (Epizentrum)                | Datum              | Magnitude  |
| ------------------------------- | ------------------ | ---------- |
| Oaxaca                          | 23. August 1696    | 7,5        |
| Oaxaca                          | 21. Dezember 1701  | sehr stark |
| Antequera (Oaxaca)              | 28. März 1787      | k. A.      |
| Oaxaca                          | 8. März 1800       | k. A.      |
| Küste von Oaxaca                | 22. März 1828      | 7,7        |
| Küste von Oaxaca                | 17. Juni 1828      | 8,0        |
| Küste von Oaxaca                | 4. August 1828     | 7,4        |
| Küste von Oaxaca                | 9. Oktober 1828    | 7,8        |
| Oaxaca                          | 9. März 1845       | 8,0        |
| Oaxaca                          | 5. Mai 1854        | 8,0        |
| Huajuapan de León (Oaxaca)      | 19. Juli 1882      | stark      |
| Oaxaca-Guerrero                 | 29. Januar 1899    | 8,4        |
| Oaxaca-Chiapas                  | 14. Januar 1903    | 8,3        |
| Pinotepa Nacional (Oaxaca)      | 17. Juni 1928      | 7,6        |
| Puerto Escondido (Oaxaca)       | 9. Oktober 1928    | 7,5        |
| Santa Catarina Juquila (Oaxaca) | 15. Januar 1931    | 7,8        |
| Oaxaca                          | 23. August 1965    | 7,5        |
| Oaxaca                          | 2. August 1968     | 7,3        |
| Oaxaca                          | 29. November 1978  | 7,6        |
| Tehuantepec (Oaxaca)            | 22. Juni 1979      | 7,1        |
| Huajuapan de León (Oaxaca)      | 10. Oktober 1980   | 7,0        |
| Oaxaca                          | 30. September 1999 | 7,5        |
| Küste vor Oaxaca                | 8. September 2017  | 8,2        |

Im Jahr 1999 beschloss die Stadtverwaltung die Errichtung eines Erdbebenwarnsystems. Dieses Sistema de Alerta Sísmica de Oaxaca (SASO) genannte System ist seit 2003 in Betrieb und ist jetzt integraler Teil des mexikanischen Erdbebenwarnsystems Sistema de Alerta Sísmica Mexicano (SASMEX).

## Wirtschaft
Der Tourismus ist mittlerweile der bestimmende und auch der dynamischste Sektor der Wirtschaft. 77 % der Bevölkerung arbeiten im Dienstleistungsbereich – also im Handel, der Gastronomie und der Hotellerie. Auf dem zweiten Platz folgen mit insgesamt 20 % der Bausektor, die Energieversorgung und die Fertigungsindustrie. Agrarwirtschaft und andere Bereiche kommen zusammen auf lediglich 3 % Anteil an der Beschäftigung. Oaxaca de Juárez ist – trotz der touristischen Attraktivität – eine der ärmsten Provinzhauptstädte des Landes. Die Region hat wegen der Abholzung der Kiefernwälder und der jahrzehntelangen Überweidung massive ökonomische und ökologische Probleme.
Eine Erhebung der Secretaría de Turismo de Oaxaca aus dem Jahre 2004 weist 231 Hotels mit 5926 Zimmern aus. Im Jahr 2004 besuchten über eine Million Touristen die Stadt, allerdings kamen davon nur knapp über 160.000 aus dem Ausland. Davon jedoch bildeten Europäer mit 58,75 Prozent die Hauptgruppe, vor den Besuchern aus den USA. Die Deutschen lagen unter den Europäern mit 13.692 Besuchern auf Platz drei, hinter Frankreich und Italien.

## Sehenswürdigkeiten
Obgleich mehrere Erdbeben die Stadt in den vergangenen Jahrhunderten trafen – das letzte am 30. September 1999 – und dadurch auch viele ältere Gebäude zerstört wurden, macht das Zentrum einen relativ unversehrten Eindruck. Es ist im spanischen Kolonialstil erbaut und den gesellschaftlichen Mittelpunkt der Altstadt bildet der Zócalo, offiziell Plaza De La Constitución genannt. Im Sommer 2001 wurde hier durch Bürgerproteste die Eröffnung einer McDonald’s-Filiale verhindert. Der Zócalo wurde im Jahre 2005 restauriert und erstrahlt seit Juli 2005 im neuen Glanze. Die historische Altstadt von Oaxaca steht seit 1987 auf der World Heritage List der UNESCO. In der Begründung zur Aufnahme heißt es, die historische Altstadt sei ein gutes Beispiel für die Stadtplanung in den spanischen Kolonien. Der Grundriss folge einem geometrischen Muster und die Architektur sei, in ihrer Bauweise, den Anforderungen einer Erdbebenregion gut angepasst. Mit dem Engagement des Künstlers Francisco Toledo erlebte die Stadt in den letzten fünfzehn Jahren einen bemerkenswerten kulturellen Aufschwung. Der bekannteste zeitgenössische Künstler Mexikos unterstützt und finanziert zahlreiche Kulturprojekte in der Stadt und der Region. Am 29. September 2005 wurde ihm für seine Verdienste der undotierte Ehrenpreis des Right Livelihood Awards (alternativer Nobelpreis) 2005 verliehen.

### Kirchen und Sakralbauten

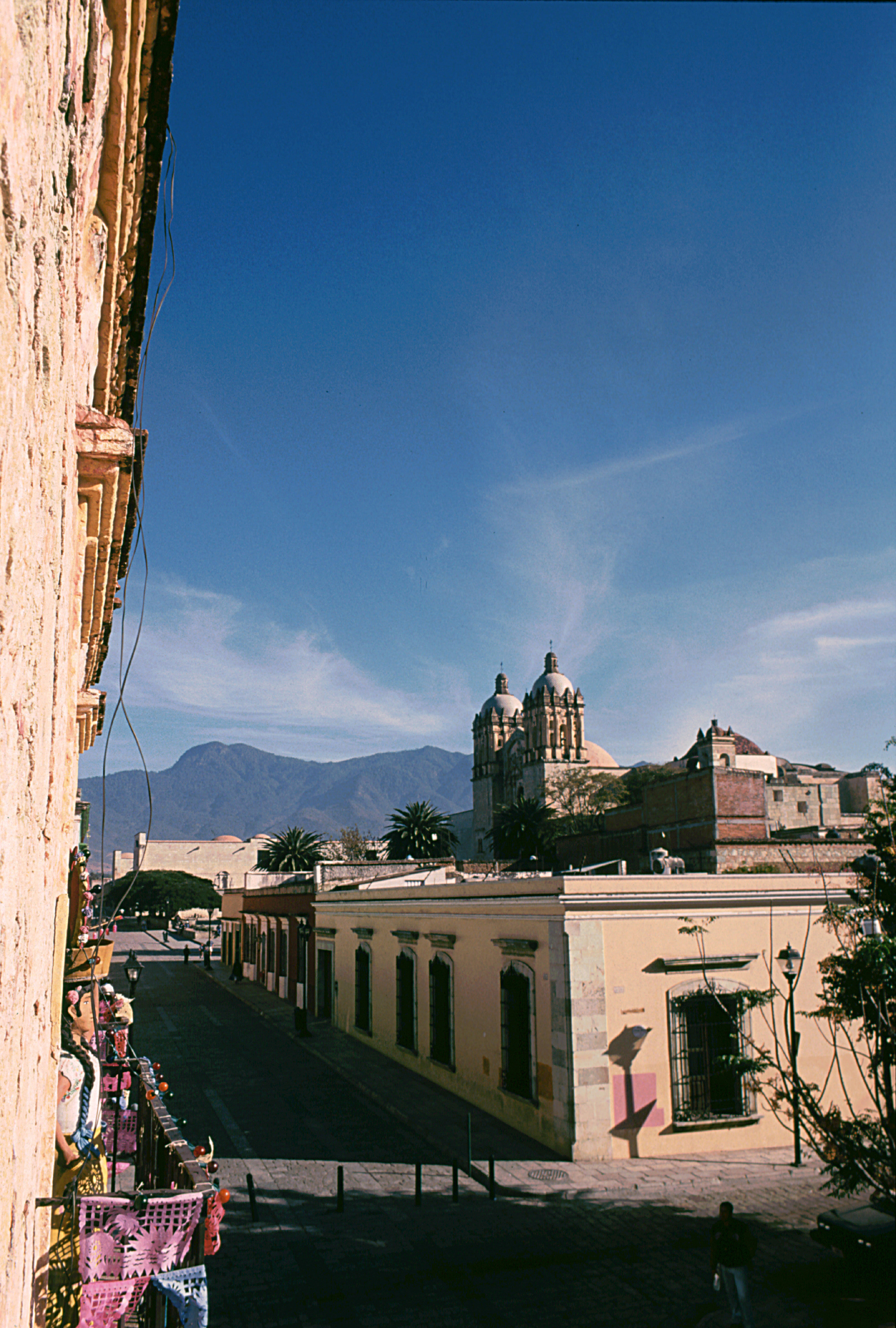
Blick auf die Iglesia de Santo Domingo de Guzmán

- Mit dem Bau der Kathedrale wurde 1535 begonnen, doch während der Bauzeit wurde die Konstruktion mehrmals von Erdbeben zerstört. Zwischen 1702 und 1733 wurde das heutige Gebäude errichtet und im Juli 1733 geweiht. Ausgeführt im klassizistischen Stil, ist besonders die barocke Fassade, mit ihren reichhaltigen Reliefs, sehr auffällig.
- Die Iglesia de Santo Domingo de Guzmán mit dem dazugehörigen Dominikanerkloster ist Oaxacas berühmteste Kirche; der Bau wurde in der zweiten Hälfte des 16. Jahrhunderts begonnen, aber erst ca. 150 Jahre später vollendet.[15]
- Die Iglesia San Augustín gehörte zu einem Kloster des Augustinerordens, dessen Mitglieder im Jahr 1556 in die Stadt kamen und hier eine augustinische Mission gründeten. Ein erster Kloster- und Kirchenbau wurde 1596 vollendet. Die heutige barocke Kirche wurde im letzten Jahrzehnt des 17. Jahrhunderts begonnen und im Jahr 1722 fertiggestellt.
- Bei der Kirche von San Juan de Dios handelt es sich um die älteste erhaltene Kirche Oaxacas. Mit dem ursprünglichen Bau, einer Kapelle aus Lehm, wurde noch zu Zeiten von Hernán Cortés, im Jahr 1521, begonnen. Im Jahr 1662 wurde sie durch ein Erdbeben zerstört. Die heutige Kirche, die an gleicher Stelle neu entstand, wurde 1703 fertiggestellt.
- Die Iglesia San Felipe Neri ist eine Barockkirche, deren Bau im Jahr 1733 begonnen und 1770 vollendet wurde. Die Türme jedoch stammen erst aus dem 19. Jahrhundert.
- Der Konvent San Catalina wurde im Jahr 1568 von Fray Bernardo de Albuquerque unter dem Namen Monasterio del Rosario de María begründet. Mit dem Bau des Komplexes wurde 1579 begonnen; Um- und Anbauten dauerten bis ins 18. Jahrhundert. Nach den Reformen von 1862 diente das ehemalige Kloster zunächst als Gefängnis. Danach war es ein Repräsentationsbau der Stadtverwaltung, ein Kino, eine Schule und ab 1976 wird es als Hotel genutzt.
- Die Basílica de Nuestra Señora de la Soledad liegt etwa sechs Blocks westlich des Zócalo. Auf Initiative des Kaplans Don Fernando Méndez wurde im Jahr 1682 mit ihrem Bau begonnen; im Jahre 1689 wurde sie fertiggestellt. Acht Jahre später wurde sie Klosterkirche und erhielt durch den Bischof Isidro Sariñana y Cuenca, den Titel einer Basilika. Der Bau ist im barocken Stil ausgeführt, mit einer reich geschmückten Fassade im Bereich des Hauptportals und einem mächtigen bleiverkleideten Portal. Im Inneren der Kirche befindet sich eine Statue der Jungfrau Maria, die man der Legende nach in der Satteltasche eines Maultieres fand, das an dieser Stelle zusammengebrochen sein soll. Die Virgen de la Soledad (auf Deutsch: „Jungfrau der Einsamkeit“) ist die Schutzpatronin der Stadt.

### Öffentliche Gebäude

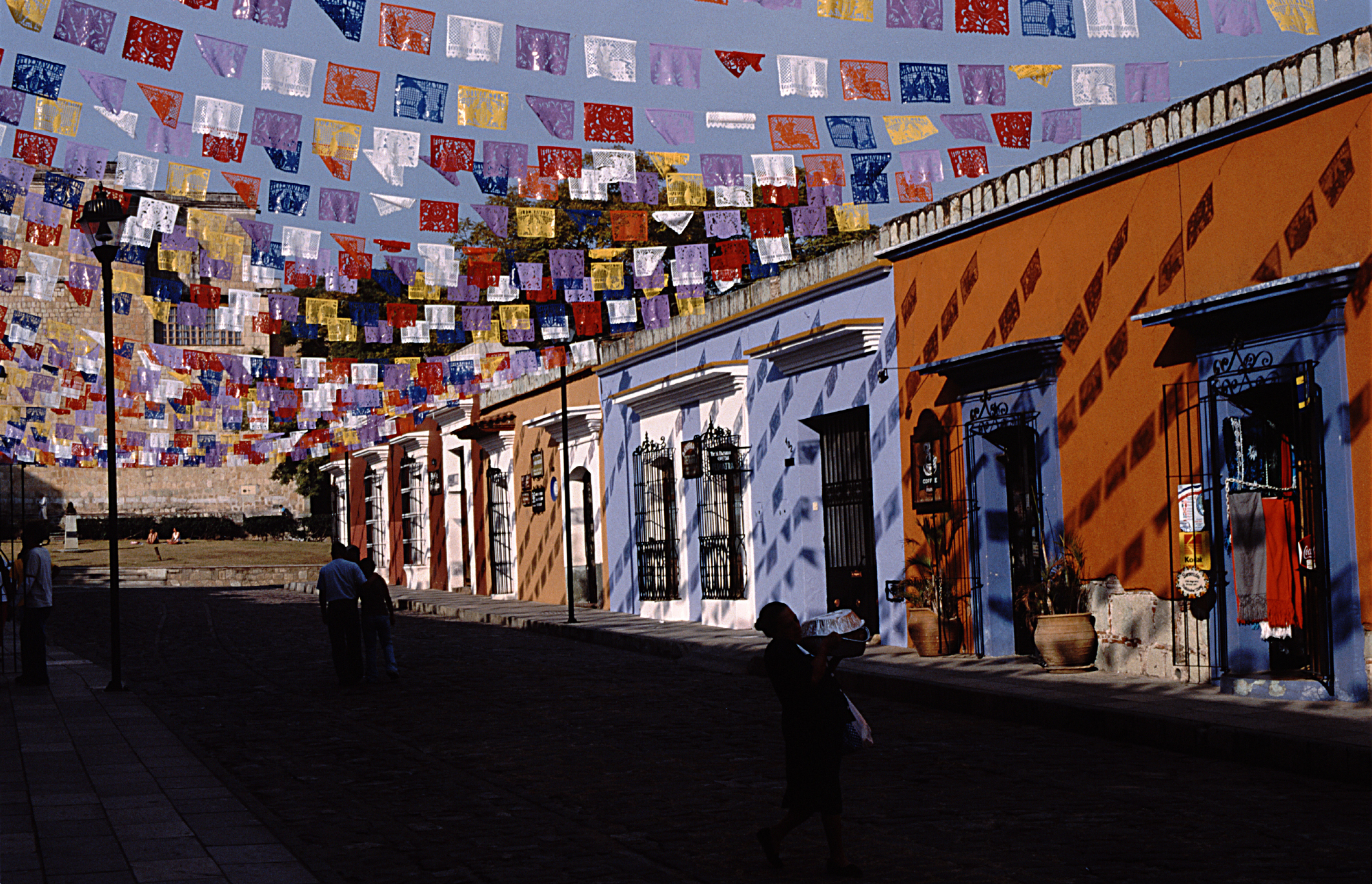
Silvesterschmuck in der Calle 5 de Mayo

- Der ehemalige Regierungspalast Palacio de Gobierno, an der Südseite des Zócalo, wurde mehrfach von Erdbeben zerstört. Der erste Bau stammt aus dem Jahre 1783. Die Erdbeben von 1787 und 1801 beschädigten ihn jedoch so stark, dass erst 1832 mit dem Wiederaufbau begonnen wurde. Nach zahlreichen Unterbrechungen wurde das Gebäude 1884 seiner Bestimmung übergeben. 1931 wurde er jedoch wieder von einem Erdbeben so stark in Mitleidenschaft gezogen, dass die Instandsetzung von 1936 bis 1948 dauerte. Einige Innenräume wurden in den 1980er Jahren mit Wandmalereien von Arturo García Bustos versehen. Diese zeigen unter anderem Szenen aus der präkolumbischen Zeit, allegorische Motive, aber behandeln auch zeitgenössische Themen, wie die schulische Erziehung. Heute sind Büros der Verwaltung hier untergebracht.
- Die Öffentliche Bibliothek des Staates Oaxaca ist in einem Gebäude untergebracht, das als ein besonders schönes Beispiel der kolonialen Architektur gilt. Errichtet im 18. Jahrhundert, umschließt es drei von Arkaden umsäumte Innenhöfe, wobei sich die Arkaden auch im Obergeschoss fortsetzen.

### Museen und Galerien

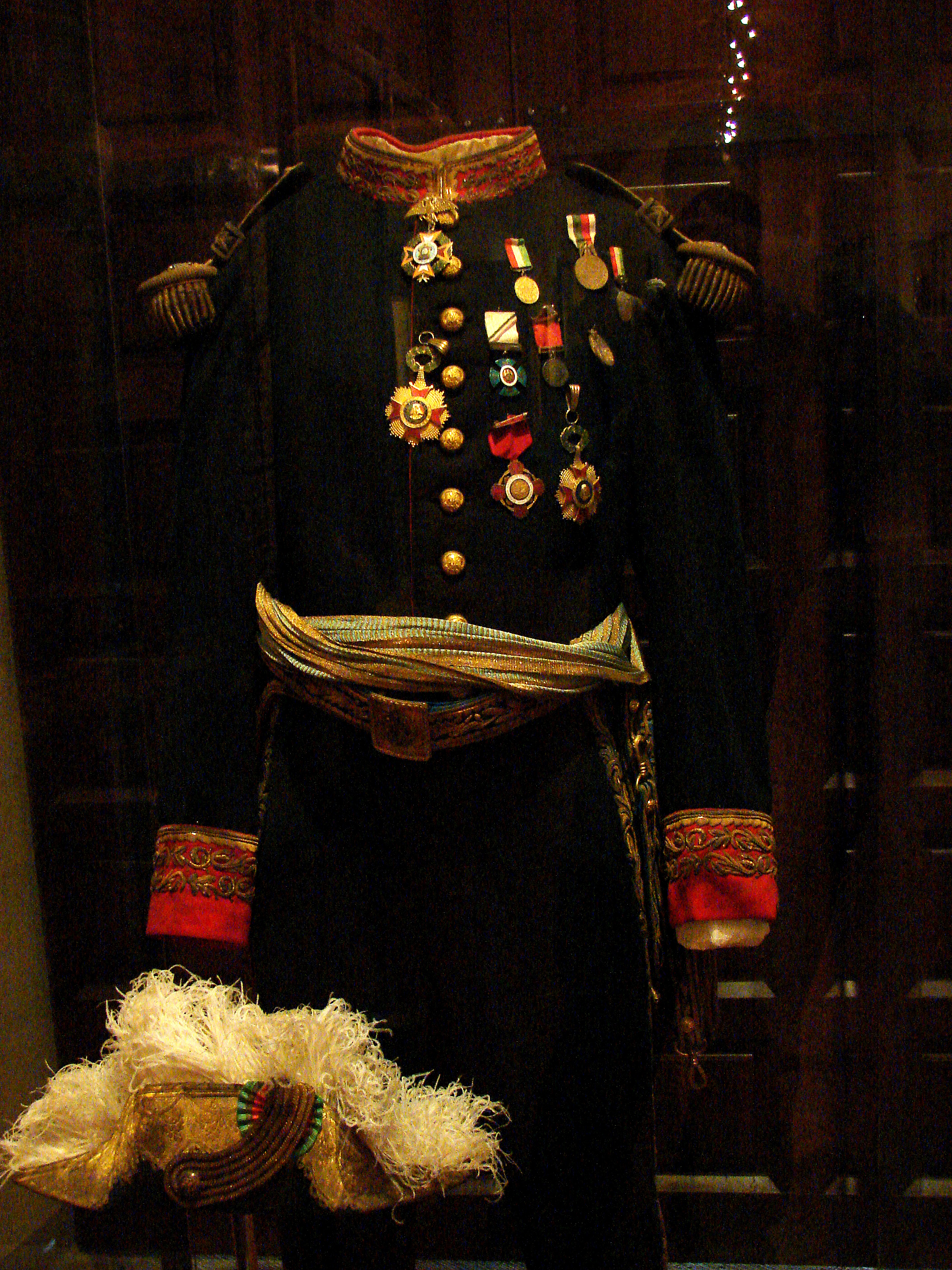
Uniform des Porfirio Díaz im Museo de las Culturas de Oaxaca

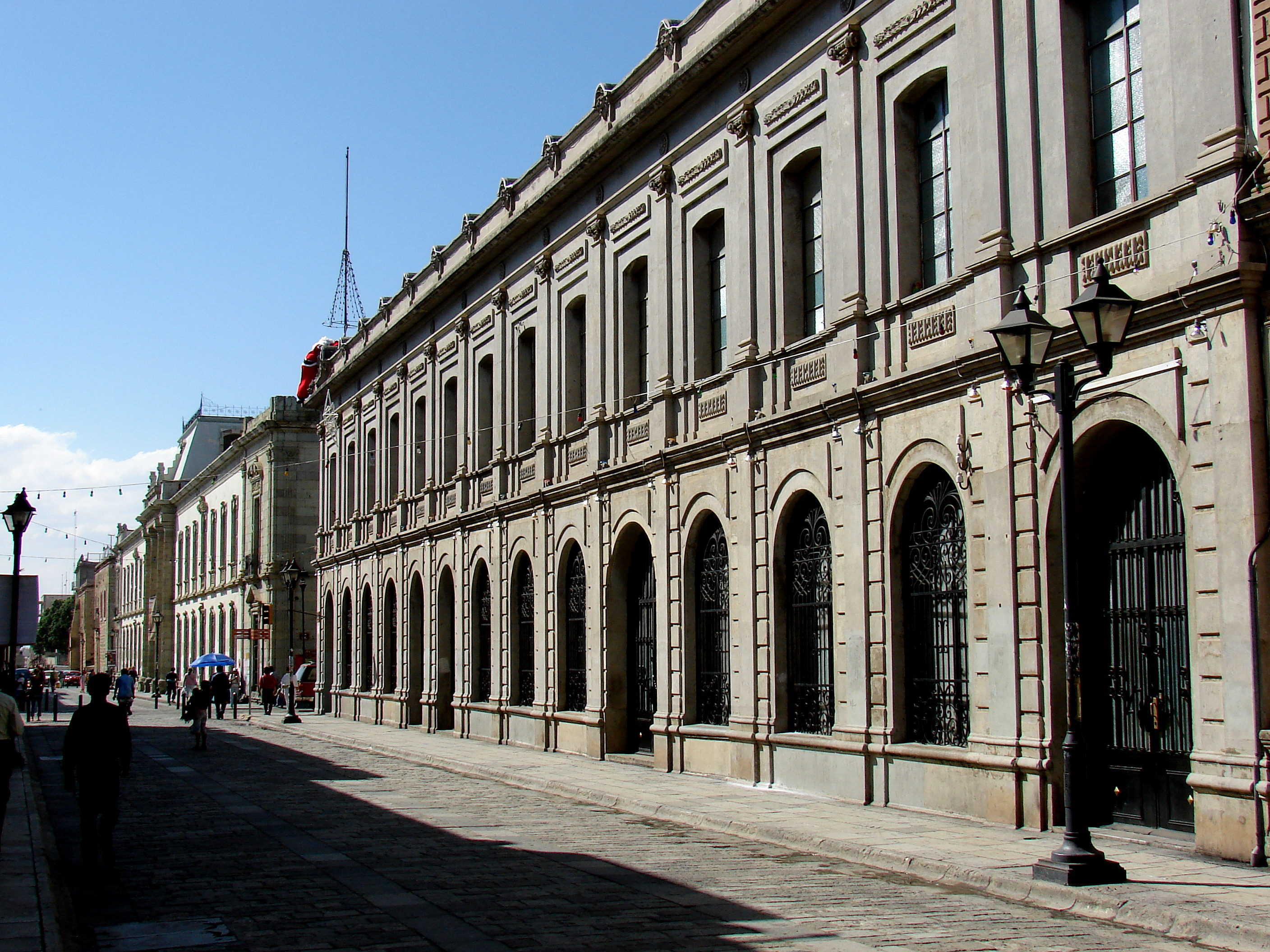
Installation vor dem Museo de Arte Contemporaneo (MACO)

- Das Museo de las Culturas de Oaxaca (früher Museo Regional de Oaxaca), residiert im ehemaligen Kloster Santo Domingo de Guzmán. Der Komplex zählt zu den wichtigsten architektonischen Zeugen der spanischen Kolonialisation des 16. und 17. Jahrhunderts in Mexiko. Im Jahre 1552 begannen die Arbeiten und zogen sich bis weit in die Mitte des folgenden Jahrhunderts hin. Der Bau wurde nie vollendet. Trotzdem diente er dem Dominikanerorden zwischen 1608 und 1857 als geistiges und kulturelles Zentrum in der Region. Zwischen 1860 und 1994 wurde ein Teil des Gebäudes vom mexikanischen Militär genutzt. Ein anderer Teil beherbergte bis 1974 Einrichtungen der Universidad Autónoma Benito Juárez de Oaxaca. Ab 1974 wurde in diesem Bereich das Museo Regional de Oaxaca eingerichtet. Ab 1993 wurde der gesamte Komplex restauriert und seiner jetzigen Bestimmung zugeführt. Die vierzehn Ausstellungssäle zeigen einen Querschnitt der Archäologie, Ethnografie und Geschichte der Region Oaxaca. Unter anderem werden in einem der Säle auch die präkolumbischen Funde des Grabes Nr. 7 aus Monte Alban ausgestellt.
- Das Museo de Arte Contemporaneo de Oaxaca (MACO) – das Museum für zeitgenössische Kunst – ist in der Casa de Cortés, einem der ältesten und schönsten Kolonialbauten, untergebracht. Das Gebäude stammt vom Ende des 17. Jahrhunderts und umschließt drei schöne Innenhöfe. Seit dem 28. Februar 1992 dient es als Museum und beherbergt zahlreiche Werke von Künstlern wie Rufino Tamayo, Francisco Toledo, Rodolfo Morales, Rodolfo Nieto und Francisco Gutiérrez. In den Innenhöfen sind zahlreiche Plastiken und Skulpturen ausgestellt. Außerdem gibt es Werkstätten, in denen Kinder künstlerische Techniken lernen können.
- Das Museo Arte Prehispánico de Rufino Tamayo, nur zwei Blocks nördlich des Zócalo gelegen, präsentiert eine sehenswerte Sammlung präkolumbischer Kunst. Die Sammlung des 1990 verstorbenen Künstlers Rufino Tamayo, die er der Stadt vermacht hatte, bildet den Grundstock der Sammlung. Die Ausstellungsräume wurden ebenfalls von Rufino Tamayo gestaltet.
- Das kleine Museo de la Soledad, in der Nähe der Basílica de Nuestra Señora de la Soledad, zeigt vor allem Devotionalien und Volkskunst, die sich mit der Verehrung der Virgen de la Soledad beschäftigt.
- Das Instituto de Artes Gráficos de Oaxaca (IAGO) ist eine Stiftung des Künstlers Francisco Toledo. Zur Sammlung gehören mehr als 9000 Grafiken, unter anderem von Künstlern wie Picasso und Otto Dix. Angeschlossen ist eine umfangreiche Bibliothek mit mehr als 20.000 Bänden.
- Das Museo Casa de Juárez gibt, seit es 1974 eingerichtet wurde, einen Einblick in das Leben und Wirken von Beníto Juárez. In dem kleinen kolonialen Gebäude werden Einrichtungsgegenstände, persönliche Objekte und Dokumente gezeigt, die dem mexikanischen Nationalhelden gehört haben. In diesem Haus soll er ab 1818 für einige Zeit gewohnt haben.
- Das Centro Fotográfico Álvarez Bravo ist ebenfalls eine Gründung von Francisco Toledo. In vier Sälen finden wechselnde Ausstellungen statt. Angeschlossen sind ein Fotolabor, Arbeits- und Ausbildungsstätten, die Bibliothek Jorge Luis Borges und eine Mediathek.

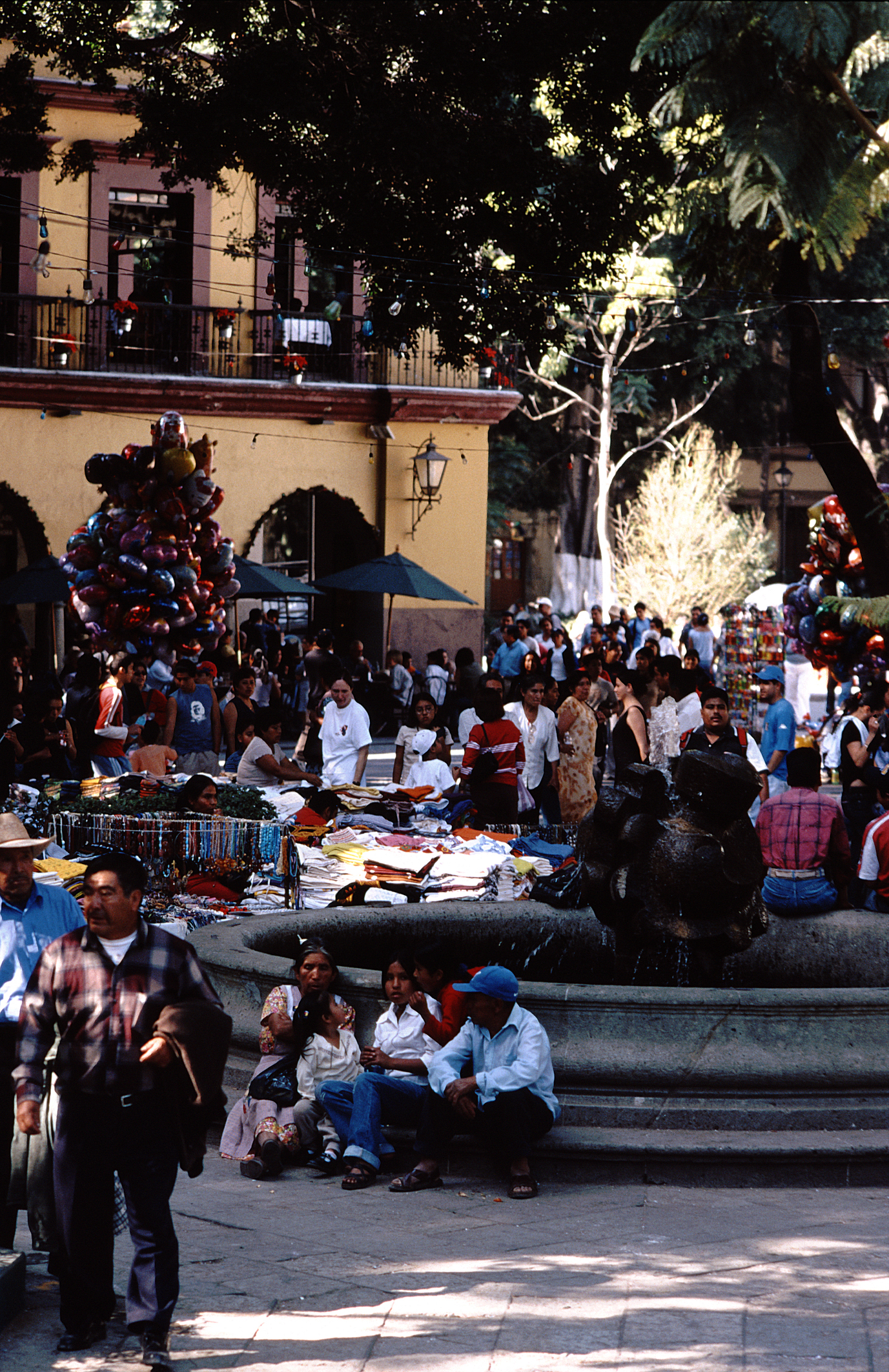
Zócalo

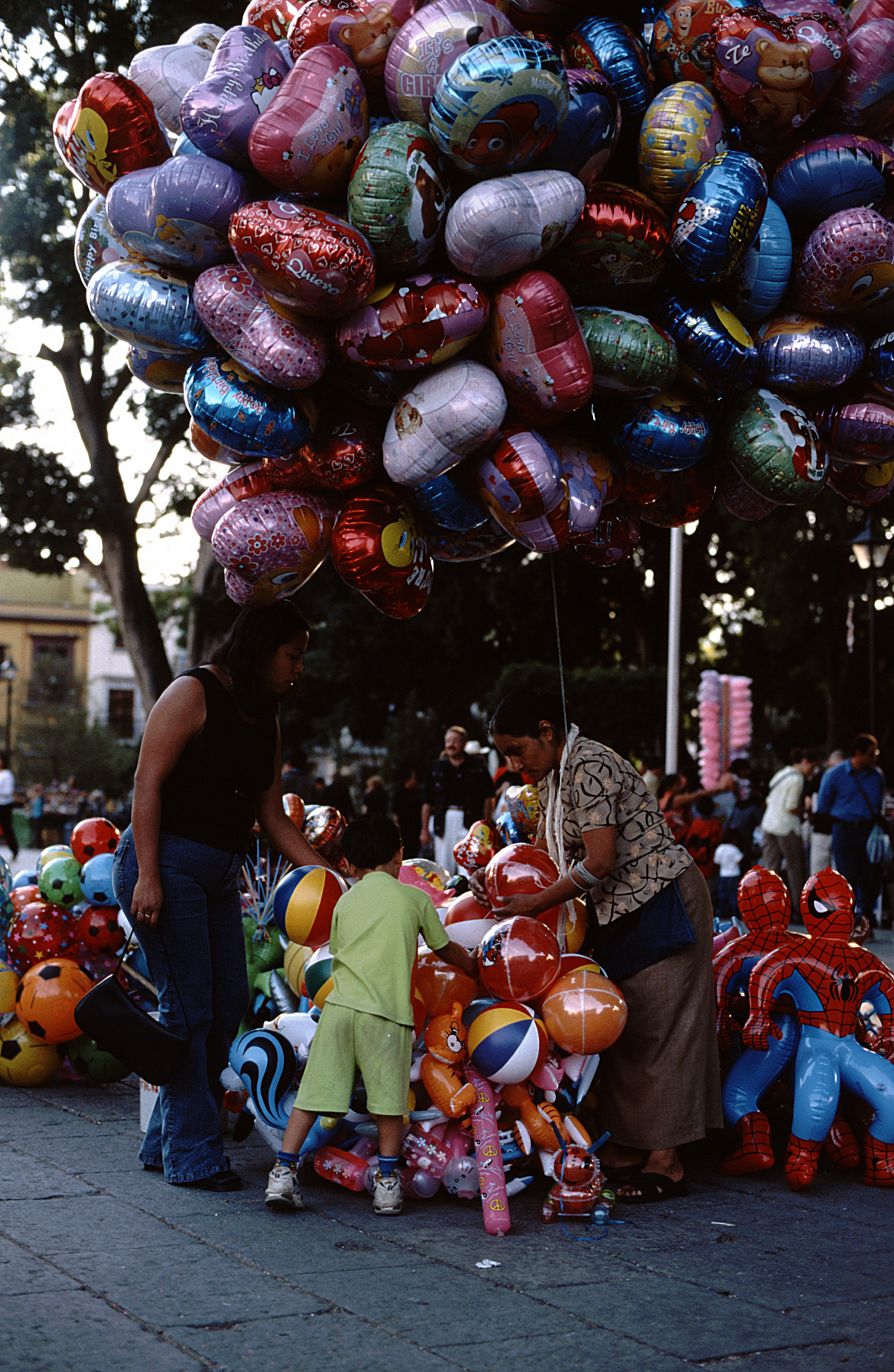
Luftballonverkäuferin auf der Alameda de Léon

- Das Museo Philatélica de Oaxaca, in der Calle de Reforma No. 504, gilt als das führende Briefmarken-Museum Mexikos.
- Das Teatro Macedonio Alcalá wurde vom mexikanischen Präsidenten Porfirio Díaz in Auftrag gegeben und 1903 fertiggestellt. Das Theater bietet 1300 Zuschauern Platz und befindet sich in der Avenida 5 de Mayo.
- Das Planetarium, auf dem Cerro del Fortín, wurde 1973, mit Hilfe der kalifornischen Partnerstadt Palo Alto, errichtet.
- Das Museo del Ferrocarril Mexicano del Sur im 1892 eröffneten Bahnhof der Stadt, wurde 2002 eingeweiht und stellt die Geschichte der Eisenbahn im Allgemeinen dar und der Bahnstrecke Puebla–Oaxaca im Speziellen. Das Bahnhofsgebäude wurde später grundlegend saniert und am 3. März 2017 wiedereröffnet. Der Kulturkomplex beherbergt das Museum der Südmexikanischen Eisenbahn, das Kindermuseum Museo Infantil de Oaxaca und die Eisenbahnbibliothek Biblioteca BS Ferrocarril. Alle Aktivitäten sind kostenlos.

### Märkte
- Mercado Benito Juárez Maza
- Mercado de 20 de Noviembre
- Mercado de Artesanías
- Mercado de Abastos

### Parks und Gärten
- Der Zócalo (Hauptplatz) – oder auch Plaza De La Constitución, wie der offizielle Name lautet – wurde bereits 1529 von den Gründern der Stadt angelegt. Er bildet noch heute, mit seinen zahlreichen Restaurants und Cafés, das gesellschaftliche Zentrum der Stadt. Seine südliche Seite wird vom ehemaligen Palacio del Gobierno begrenzt.
- Der kleine Platz Alameda de Léon bildet die nördliche Fortsetzung des Zócalo. Ursprünglich von Benito Juárez im Jahre 1840 initiiert, sollte dieser Platz eine kleine Kopie der Alameda Central in Mexiko-Stadt darstellen.
- Der Jardín Etnobotánico de Oaxaca (Ethnobotanische Garten), beim ehemaligen Kloster Santo Domingo de Guzmán, wurde 1993 eingerichtet. Neben einem Querschnitt durch die Pflanzenwelt der Regionen Mexikos soll der Park vor allem auch die Pflanzen der Region Oaxaca dokumentieren und klassifizieren.
- Parque Benito Juárez
- Cerro de Fortín
- Parque Comunal de San Felipe

### Festivals
Neben den landesweiten Festivals, wie z. B. der Dia de los Muertos (Totentage), welche in Oaxaca besonders intensiv gefeiert werden, hat Oaxaca auch seine eigenen kulturellen Fiestas. Oaxaca ist bekannt für die Guelaguetza, ein Tanz-Festival, welches an den zwei Montagen nach dem 16. Juli zu Ehren der Göttin des Maises Cinteótl stattfindet. Diese Riesenfiesta lockt jedes Jahr Tausende von Besuchern aus ganz Mexiko und auch viele internationale Gäste nach Oaxaca. Um das Hauptfestival werden weitere Feiern begangen:
Fiesta de la Virgen del Carmen etwa eine Woche vor dem 16. Juli wird in der Nähe des Templo de Carmen ein großer Rummel mit vielen Prozessionen und Feuerwerk veranstaltet.
An den Desfile de Delagaciones, welche an dem Sonntagnachmittag vor dem ersten Guelaguetzamontag stattfindet, ziehen Delegationen aus allen Regionen vom Bundesstaat Oaxaca durch die Stadt.
Das Bani Studi Gual wird auf der Plaza de la Danza am Sonntagabend vor dem ersten Guelaguetzamontag veranstaltet. 

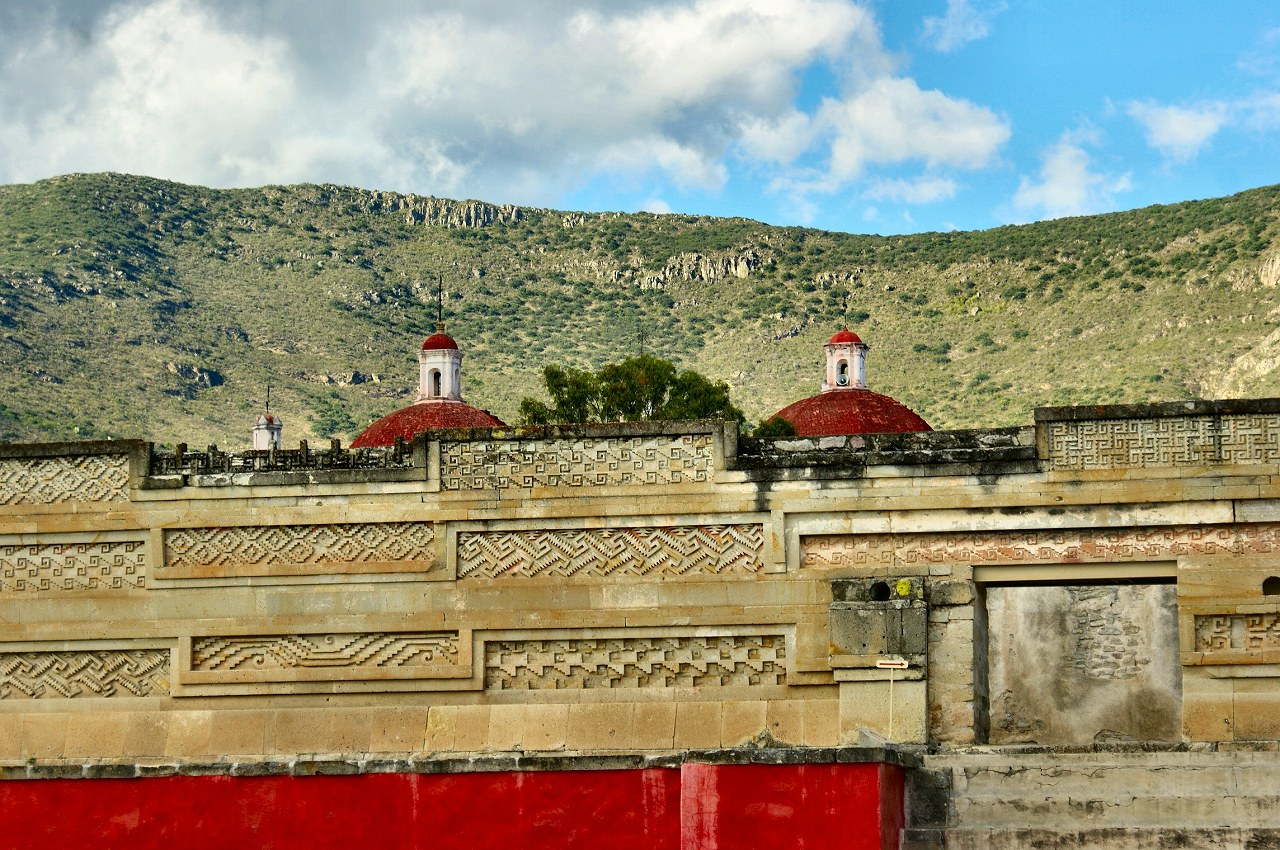
Mitla

### In direkter Umgebung von Oaxaca
- Árbol del Tule (Tule-Baum), mit 40 Metern Höhe und einem Umfang von 52,58 Metern ist er der dickste und einer der ältesten Bäume der Welt.
- die archäologische Stelle von Mitla, „Ort der Toten“, von den Mixteken erbaut und bekannt wegen des Fassadenschmuckes mit zahlreichen Rauten- und Mäandermustern.
- die uralte Zapoteken-Hauptstadt Monte Albán, die 1987 von der UNESCO als Weltkulturerbe eingestuft wurde.

## Lokale Besonderheiten
Der Bundesstaat Oaxaca ist dafür bekannt, die beste Küche in ganz Mexiko zu haben.
- Berühmt ist Oaxaca für die Mole Negro: Eine Kakao-Sauce mit Nüssen, Chilis und weiteren Gewürzen. Diese Soße wird zu Schweine- und Rindfleisch oder Huhn serviert. Es gibt sie auch in weiteren Farben: Amarillo (gelb), Coloradito (rötlich), Almendrado (mit Mandeln), Verde (grün) und Colorado (rot).
- Chapulines: Das sind gekochte Heuschrecken, die auf jedem Markt in Oaxaca angeboten werden. Nachdem die Chapulines gekocht und an der Sonne getrocknet wurden, werden sie mit Knoblauch, Chili und Zitronensaft frittiert.
- Quesillo, der Käse aus Oaxaca. Er gibt den Quesadillas, Tortillas mit geschmolzenem Käse, einen besonderen Geschmack.
- Mezcal ist ein alkoholisches Getränk aus speziellen Agavenarten. Er wird hauptsächlich in der Region um die Stadt Oaxaca hergestellt. Der Marketing-Gag, eine Mottenraupe in die Flasche zu drapieren, stammt aus dieser Region.

## Städtepartnerschaften
Oaxaca hat folgende 25 Partnerstädte:
| Stadt                                           | Land               |
| ----------------------------------------------- | ------------------ |
| Antequera                                       | Spanien            |
| Antigua                                         | Guatemala          |
| Arequipa                                        | Peru               |
| Cancún                                          | Mexiko             |
| Ciudad General Escobedo                         | Mexiko             |
| Departamento del Distrito Federal, Mexiko-Stadt | Mexiko             |
| Guadalajara                                     | Mexiko             |
| Guanajuato                                      | Mexiko             |
| Habana Vieja                                    | Kuba               |
| Huajuapan de León                               | Mexiko             |
| Mérida                                          | Venezuela          |
| Morelia                                         | Mexiko             |
| Palo Alto (seit 1964)                           | Vereinigte Staaten |
| Paraíso                                         | Costa Rica         |
| Puebla                                          | Mexiko             |
| Rayón                                           | Mexiko             |
| Rueil-Malmaison                                 | Frankreich         |
| San Cristóbal de las Casas                      | Mexiko             |
| Santa Cruz                                      | Chile              |
| Santiago de Querétaro                           | Mexiko             |
| Tlaquepaque                                     | Mexiko             |
| Tuxtla Gutiérrez                                | Mexiko             |
| Vallagarina                                     | Italien            |
| Xochimilco, Mexiko-Stadt                        | Mexiko             |
| Zacatecas                                       | Mexiko             |

## Persönlichkeiten
- Benito Juárez (1806–1872), Politiker
- Ignacio Mariscal (1829–1910), Jurist, Politiker, Schriftsteller und Diplomat
- Porfirio Díaz (1830–1915), General und Politiker
- Federico Ortíz Armengol (1898–1975), Arzt, Hochschullehrer und Politiker
- Rufino Tamayo (1899–1991), Künstler
- Francisco Gutiérrez Carreola (1906–1945), Maler und Grafiker
- Rodolfo Morales (1925–2001), Maler
- Francisco Toledo (1940–2019), Künstler und Träger des undotierten Ehrenpreises des Right Livelihood Awards 2005 (alternativer Nobelpreis)
- Susana Harp (* 1968), Sängerin und Politikerin
- Javier Aquino (* 1990), Fußballspieler

## Bildungsinstitutionen
Oaxaca de Juárez ist Sitz der Universidad Autónoma Benito Juárez de Oaxaca, deren Gebäude im ganzen Stadtzentrum verteilt sind. Diese Institution entstand durch ein Dekret der Regierung von Oaxaca vom 26. August 1826 unter dem Namen Instituto de Ciencias y Artes del Estado (Staatliches Institut der Wissenschaften und Künste) und öffnete am 8. Januar 1827 erstmals seine Pforten. Unterrichtet wurden Medizin, Chirurgie, öffentliches Recht, kanonisches Recht, politische Ökonomie, Statistik, Physik, Geografie, Mathematik, Ethik, Englisch und Französisch. 1955 wurde dann der aktuelle Name vergeben. Aktuell gliedert sich der Lehrbetrieb in sechs Fakultäten.
- Naturwissenschaftliche Fakultät, mit den Fächern Physik, Biologie, Informatik und Mathematik
- Medizinische Fakultät
- Wirtschaftswissenschaftliche Fakultät
- Rechts- und sozialwissenschaftliche Fakultät, mit Abschlüssen in verschiedenen juristischen Fächern
- Sprachwissenschaftliche Fakultät, mit Abschlüssen in Englisch und Spanisch
- zwei Fakultäten für Architektur und Restauration

Angeschlossen sind außerdem noch Ausbildungsgänge für Kunst, Chemie und Krankenpflege.

## Verkehr

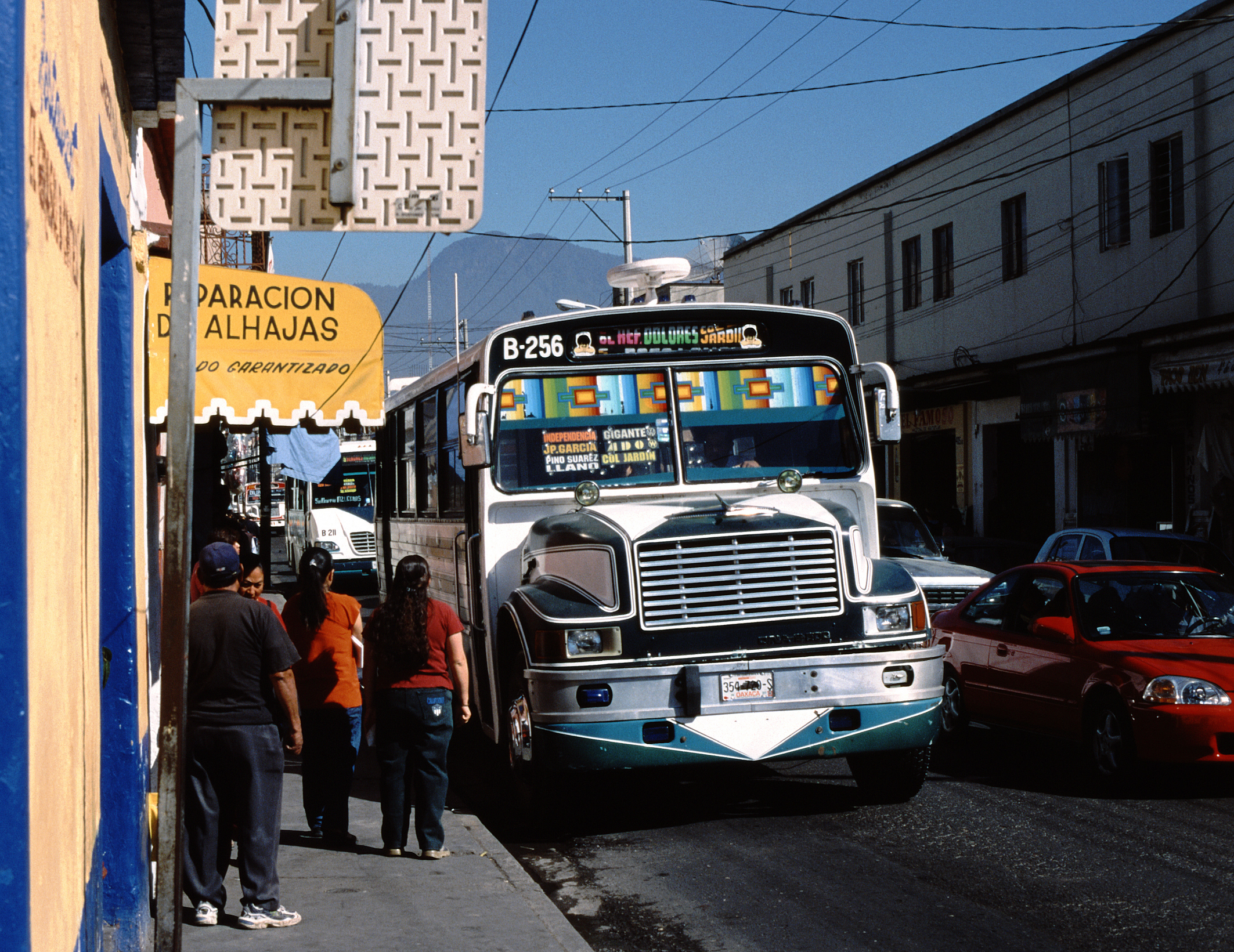
Bushaltestelle in Oaxaca de Juárez

Der Flughafen Oaxaca-Xoxocotlán (IATA code OAX) liegt circa 10 km südlich des Stadtzentrums. Die meisten Flüge gehen nach Mexiko-Stadt. Außerdem gibt es Direktflüge nach Huatulco, Cancún, Tijuana und Houston. Kleine regionale Fluggesellschaften bieten Flüge nach Puerto Escondido und Puerto Ángel an der Pazifikküste sowie nach Tuxtla Gutiérrez an.
Es gibt zwei Busbahnhöfe, einen für die erste und einen anderen für die zweite Klasse. Zusätzlich gibt es Verbindungen zu allen wichtigen Städten des Bundesstaates Oaxacas, inklusive der Küstenstädte Huatulco, Puerto Escondido, Puerto Ángel und Pinotepa Nacional. Außerdem gibt es Verbindungen nach Puebla, Mexiko-Stadt und anderen mexikanischen Städten wie Veracruz.
Oaxaca de Juárez ist gut in das mexikanische Fernstraßennetz eingebunden. Die schnellste Verbindung nach Puebla und Mexiko-Stadt führt über die mautpflichtige Autobahn MEX-135D. Durch Oaxaca de Juárez verläuft mit der MEX-190 die Panamericana, die nach Nordwesten Richtung Mexiko-Stadt und nach Südosten Richtung Salina Cruz und in den Nachbarstaat Chiapas führt. Die Straßen MEX-175 (über Pochutla nach Puerto Ángel) und MEX-OAX-161 (nach Puerto Escondido) führen nach Süden an die Pazifikküste. Nach Norden führt die Straße MEX-175 in den Nachbarstaat Veracruz.

## Oaxaca de Juárez in der Literatur
Die Stadt ist ein wichtiger Handlungsort des Romans Straße der Wunder von John Irving.